# بيل بييل
بيل بييل (بالإنجليزية: Bill Beall)‏ هو مدير فني أمريكي، ولد في 24 يناير 1922 في أوسيولا في الولايات المتحدة، وتوفي في 2 نوفمبر 2013 في ممفيس في الولايات المتحدة.